# Bolszowka
Bolszowka (ros. Большовка) – wieś (ros. деревня, trb. dieriewnia) w zachodniej Rosji, w sielsowiecie ożogińskim rejonu wołowskiego w obwodzie lipieckim.

## Geografia
Miejscowość położona nad rzekami Lipowiec i Ołym, 4 km od centrum administracyjnego sielsowietu ożogińskiego (Iwanowka), 13,5 km od centrum administracyjnego rejonu (Wołowo), 123 km od stolicy obwodu (Lipieck).
W granicach miejscowości znajduje się ulica Sielskaja (51 posesji).

## Demografia
W 2012 r. miejscowość zamieszkiwało 97 osób.